# 吉富町立吉富小学校
吉富町立吉富小学校（よしとみちょうりつ よしとみしょうがっこう）は、福岡県築上郡吉富町大字広津にある公立の小学校。

## 概要
歴史
1873年（明治6年）「金山小学校」として創立。現校名になったのは1947年（昭和22年）。2024年（令和6年）には開校150周年を迎えた。
通学区域
- 吉富町外一市中学校組合立吉富中学校区

## 沿革
- 1873年（明治6年）5月 - 天仲寺に「金山小学校」が創立。教員6名、児童95名（男子86名、女子9名）でのスタート。「金山」という校名は天仲寺の山号である「金牛山」にちなむ。分校4校（小犬丸・中村・幸子・小祝）を設置。
- 1876年（明治9年）3月 - 和井田の私邸の酒蔵を借用の上、金山小学校を移転し、「広津小学校」に改称。
- 1885年（明治18年）5月 - 小犬丸分校を、広津本校に統合。
- 1886年（明治19年）4月 - 小学校令施行により、尋常科（4年制）を設置の上、「尋常広津小学校」に改称。なお、高等小学校は周辺の町村とともに組合を組織し、黒土村と椎田町に設置される。
- 1888年（明治21年）1月 - 初代校長が配置される。
- 1889年（明治22年）4月 - 町村制施行により、上毛郡8村（幸子・別府・楡生・今吉・鈴熊・土屋・直江・広津）の区域をもって、「東吉富村」が発足。
- 1892年（明治25年）5月 - 「東吉富尋常小学校」に改称。小犬丸分校を再び設置。
- 1893年（明治26年）- 宮ノ坂（現在地）に校舎を新築。
- 1896年（明治29年）
  - 4月1日 - 東吉富町の所属郡が築上郡に変更。
  - 5月1日 - 高浜村（山国川以西の小祝・小犬丸）が東吉富町に合併される。小祝は中津町に編入される。
  - この年 - 小犬丸分校を本校に統合。校舎不足のため、広運寺を借用。
- 1899年（明治32年）4月 - 佐井川以東の五ヶ村組合により「南吉富高等小学校」が宇野に設置される。
- 1900年（明治33年）- 2教室を増築。
- 1903年（明治36年）- 木造2階建5教室を増築。
- 1906年（明治39年）4月 - 高等科（2年制）を設置の上、「東吉富尋常高等小学校」（尋常科4年・高等科2年）に改称。
- 1908年（明治41年）
  - 4月 - 改正小学校令により、尋常科（義務教育）が4年制から6年制に改められる。これにより、従来の高等科1年が尋常科5年に、高等科2年が尋常科6年に改められる。また、一旦高等科が廃止される形となり、「東吉富尋常小学校」（尋常科6年）に改称。
  - 12月 - 尋常科（義務教育年限）の延長により、収容児童数は増加。このため、校舎（7教室・職員室）を増築。
- 1913年（大正2年）4月 - 高等科（2年制）を設置の上、「東吉富尋常高等小学校」（尋常科6年・高等科2年）に改称。校舎（4教室）を増築。運動場および農園を増設。
- 1916年（大正5年）11月 - 2教室を増築。
- 1917年（大正6年）7月 - 東吉富余力館（図書館）が設置される。
- 1918年（大正7年）12月 - 東吉富実業補習学校が併置される。
- 1923年（大正12年）1月 - 2階建て6教室を改築。
- 1928年（昭和3年）8月 - 奉安殿が完成。
- 1936年（昭和11年）6月 - 正門前に築山が完成。二宮金次郎の銅像が建立される。
- 1939年（昭和14年）5月 - 相撲場が完成。
- 1940年（昭和15年）12月 - 楠公の銅像が建立される。
- 1941年（昭和16年）4月1日 - 国民学校令施行により、「東吉富村国民学校」に改称。尋常科を初等科に改める（初等科6年・高等科2年）。
- 1943年（昭和18年）- 二宮金次郎および楠公の銅像が金属供出される。
- 1946年（昭和21年）10月 - 西校舎（4教室）が完成。
- 1947年（昭和22年）
  - 4月1日 - 学制改革（六・三制の実施）が行われる。
    - 国民学校の初等科（6年制）は、新制小学校「吉富町立吉富小学校」（現校名）に改組・改称。
    - 国民学校の高等科（2年制）は、青年学校普通科とともに、新制中学校「吉富町三毛門村組合立 吉富中学校」に改組・改称。中学校校舎が完成するまでの間、小学校校舎に併設（西校舎4教室を使用）。

  - 4月16日 - 小学校校舎で、吉富中学校の開校式・入学式が開催される。
- 1949年（昭和24年）
  - 2月 - 学校給食を開始。
  - 11月 - 中学校校舎が完成し全生徒の収容が可能となったため、小学校との併設を解消。
- 1950年（昭和25年）- 運動場を拡張。
- 1951年（昭和26年）
  - 3月 - 2階建て第一校舎が完成。なお、旧資材はわかば保育園の建築に使用される。
  - 8月 - 運動場を拡張。
- 1952年（昭和27年）10月 - 講堂・公民館が完成。
- 1956年（昭和31年）5月 - 第二校舎の東側を改築。
- 1958年（昭和33年）11月 - 完全給食を開始。
- 1960年（昭和35年）11月 - 新相撲道場が完成。
- 1967年（昭和42年）3月 - 小学校敷地内に吉富町立吉富幼稚園が完成。
- 1970年（昭和45年）7月 - 町営プールが完成。
- 1974年（昭和49年）5月 - 開校100周年記念碑を建立。
- 1977年（昭和52年）4月 - 新園舎の完成により、吉富幼稚園が移転。
- 1982年（昭和57年）11月 - 防音改築工事に着手。
- 1985年（昭和60年）4月 - 新校舎が完成。
- 1987年（昭和62年）3月 - 体育館が完成。
- 1990年（平成2年）3月 - パソコンを導入。
- 2010年（平成22年）8月	- 校舎耐震補強改修工事が完了。

## 交通
最寄りの鉄道駅
- JR九州 日豊本線 「吉富駅」

最寄りの幹線道路
- 大分県道・福岡県道113号中津豊前線

## 周辺
- 吉富町役場
- 吉富町体育館・武道館

## 参考資料
- 「吉富町史」（吉富町, 1983年（昭和58年）3月15日発行）p.358-p.370 第六節 新しい教育の歩み
- 吉富町のあゆみ - 吉富町ウェブサイト

## 関連事項
- 福岡県小学校一覧